# Хигаси-Ясиро (станция)

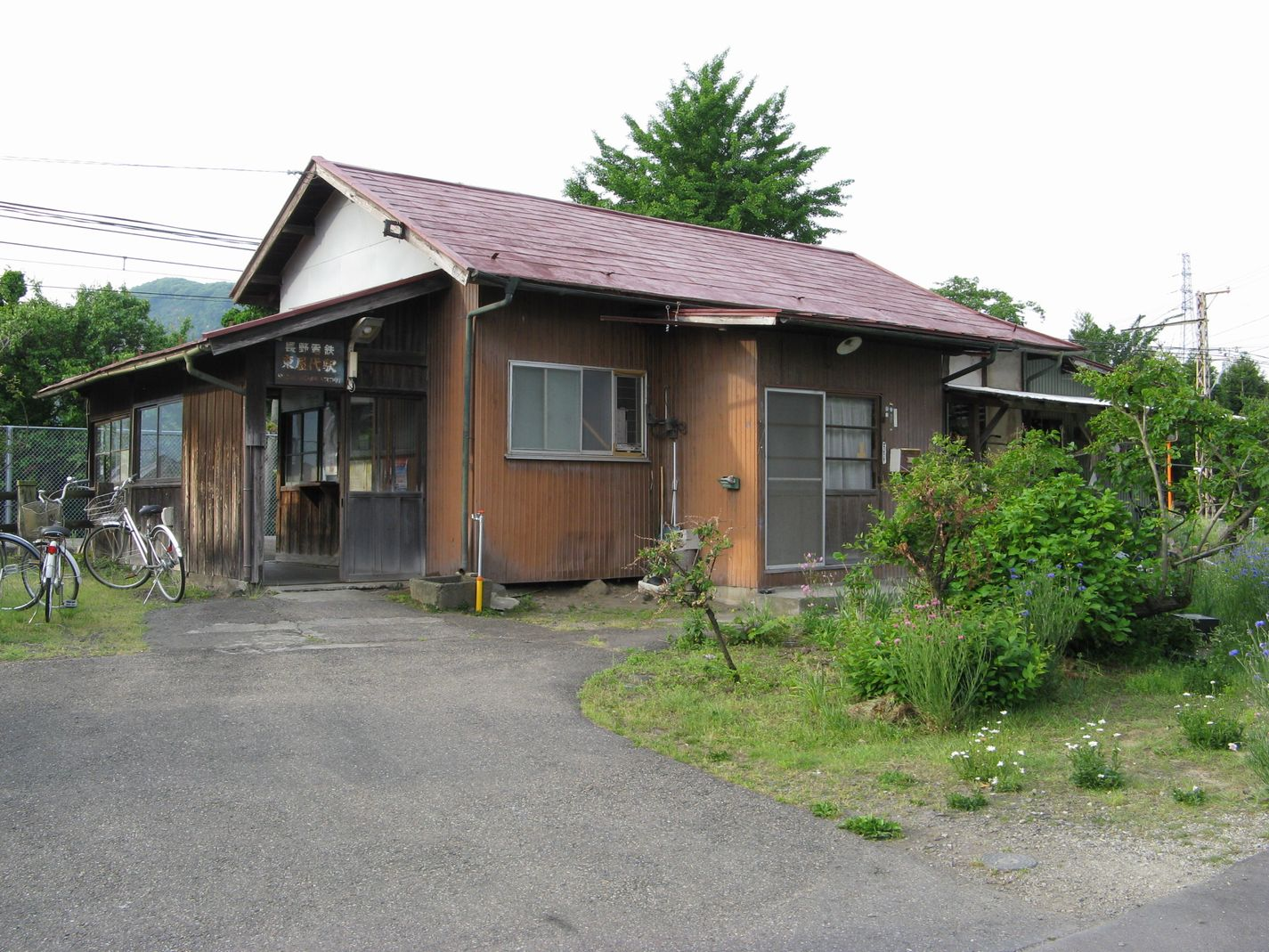
Здание станции

Хигаси-Ясиро (яп. 東屋代駅) — железнодорожная станция на линии Ясиро в городе Тикума префектуры Нагано.

## Строение
Наземная одноплатформенная станция с выходом на один путь.

## История
- 1922 год, 10 июня — создана предприятием ЖД Като.
- 1926 год, 30 сентября — вместе с созданием ЖД Нагано путём слияния ЖД Като и ЭЖД Нагано, становится частью линии Като.
- 2002 год, 18 сентября — в связи с переименованием линии, теперь находится на линии Ясиро.

## Соседние станции
ЭЖД Нагано
■Линия Ясиро
Станция Ясиро — Станция Хигаси-Ясиро — Станция Амэ-но Мия